# Johann Martin Usteri

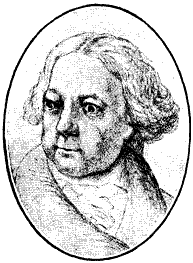
Johann Martin Usteri.

Johann Martin Usteri, född 14 februari 1763 i Zürich, död 29 juli 1827 i samma stad, var en schweizisk tecknare och skald.
Usteri tvingades mot sin vilja att arbeta i sin fars porslinsfabrik, men efter en resa till Tyskland, Nederländerna och Frankrike övergick han till teckning och dikter och blev hjärnan i det allmänna schweiziska konstnärssamfundet, som bildades av hans farbror 1787.
Usteris teckningar var små, ritade med penna i fina, men fria och säkra konturer, målade med tusch eller kolorerade som miniatyrer. Han utförde, liksom William Hogarth, hela serier av teckningar med moralisk tendens, men med fin smak även i karikatyrerna.
Hans dikter på schweizisk dialekt är idylliska (De Vikari och De Herr Heiri), ballader och visor. En av hans mest kända sällskapsvisor är Freut euch des Lebens. Hans Dichtungen in Versen und Prosa gavs ut i tre band 1831.
Usteri blev 1803 medlem i stora rådet, 1810 i stadsrådet, i Zürich och 1815 i regeringsrådet.